# MOA-2007-BLG-192-L b
MOA-2007-BLG-192-L b es un planeta extrasolar que orbita alrededor de la enana marrón MOA-2007-BLG-192-L. Su masa es 3,3 veces la de la Tierra, y se trata de uno de los planetas extrasolares más pequeños que se conocen. El planeta se encuentra a 3000 años luz de la Tierra y fue detectado por el efecto de microlente gravitacional.
Orbita a una distancia de su estrella equivalente al 70 % de la distancia Tierra-Sol. Esto se traduce en que el planeta está formado probablemente por grandes cantidades de hielo y gas, asemejándose a los planetas gigantes gaseosos, como Neptuno.
El planeta orbita alrededor de una estrella muy pequeña. La masa de esta estrella es de solamente un 6 % la masa del Sol, por lo que probablemente la estrella sea demasiado diminuta como para iniciar reacciones nucleares de fusión en su núcleo. De este modo, su superficie apenas posee brillo, tratándose de una enana marrón.
El planeta fue descubierto desde el Observatorio de la Universidad Mount John en junio de 2008 por los equipos BLG y MOA, grupo "Microlonsing Observations in Astrophysics"